# قائمة أعضاء المجلس الشعبي الوطني العهدة الثامنة
قائمة أعضاء المجلس الشعبي الوطني العهدة الثامنة في المجلس الشعبي الوطني والبالغ عددهم (462) نائبا موزعين على حسب الانتماء السياسي وبدأت العهدة الثامنة من عام 2017 وتنتهي 2022 في الحالة العادية.

وهذه قائمة النواب حسب الانتماء السياسي:

## حزب جبهة التحرير الوطني
أعضاء حزب جبهة التحرير الوطني (FLN) في المجلس الشعبي الوطني للعهدة الثامنة البالغ عددهم (168) أعضاء موزعين على حسب الدائرة الانتخابية.
| الصورة | الاسم الكامل           | الدائرة الانتخابية              | ملاحظات                                         |
| ------ | ---------------------- | ------------------------------- | ----------------------------------------------- |
|        | الهامل علي             | الدائرة الانتخابية 1 أدرار      |                                                 |
|        | يوسفي سعيدة            | الدائرة الانتخابية 1 أدرار      |                                                 |
|        | طاهر جبار سعاد         | الدائرة الانتخابية 2 الشلف      |                                                 |
|        | عامر عمر               | الدائرة الانتخابية 2 الشلف      |                                                 |
|        | زعابطة يحي             | الدائرة الانتخابية 3 الأغواط    |                                                 |
|        | خلاف باية نسيمة        | الدائرة الانتخابية 4 أم البواقي |                                                 |
|        | طورش توفيق             | الدائرة الانتخابية 4 أم البواقي |                                                 |
|        | العايب الحاج           | الدائرة الانتخابية 5 باتنة      |                                                 |
|        | بري الساكر             | الدائرة الانتخابية 5 باتنة      |                                                 |
|        | بن بولعيد نبيلة        | الدائرة الانتخابية 5 باتنة      |                                                 |
|        | تغليسية فاطمة          | الدائرة الانتخابية 5 باتنة      |                                                 |
|        | جيلاني عمار            | الدائرة الانتخابية 5 باتنة      |                                                 |
|        | ريغي نورة              | الدائرة الانتخابية 5 باتنة      |                                                 |
|        | عبد الصمد الوردي       | الدائرة الانتخابية 5 باتنة      |                                                 |
|        | عتماني عمر             | الدائرة الانتخابية 5 باتنة      |                                                 |
|        | نزار الشريف            | الدائرة الانتخابية 5 باتنة      |                                                 |
|        | دريس عبد الرحمان       | الدائرة الانتخابية 6 بجاية      |                                                 |
|        | عزوق سعيدة             | الدائرة الانتخابية 6 بجاية      |                                                 |
|        | مرواني عبد الحميد      | الدائرة الانتخابية 6 بجاية      |                                                 |
|        | الطيب وسيلة            | الدائرة الانتخابية 7 بسكرة      |                                                 |
|        | جلاب محمد              | الدائرة الانتخابية 7 بسكرة      |                                                 |
|        | العماري محمد نصر الدين | الدائرة الانتخابية 8 بشار       |                                                 |
|        | أبركان أمينة           | الدائرة الانتخابية 9 البليدة    |                                                 |
|        | أقنيني مسعود           | الدائرة الانتخابية 9 البليدة    |                                                 |
|        | الدالية غنية           | الدائرة الانتخابية 9 البليدة    | عينت وزيرة التضامن الوطني والأسرة وقضايا المرأة |
|        | تيغرسي الهواري         | الدائرة الانتخابية 9 البليدة    |                                                 |
|        | جبار رشيد              | الدائرة الانتخابية 9 البليدة    |                                                 |
|        | جعدي منير              | الدائرة الانتخابية 9 البليدة    |                                                 |
|        | رابحي عقيلة            | الدائرة الانتخابية 9 البليدة    |                                                 |
|        | ماتسيكي جمال           | الدائرة الانتخابية 9 البليدة    |                                                 |
|        | منصور عمر              | الدائرة الانتخابية 9 البليدة    |                                                 |
|        | العيداوي جميل          | الدائرة الانتخابية 10 البويرة   |                                                 |
|        | بوداود نورة            | الدائرة الانتخابية 10 البويرة   |                                                 |
|        | عابد عمار              | الدائرة الانتخابية 10 البويرة   |                                                 |
|        | قمامة محمود            | الدائرة الانتخابية 11 تمنراست   |                                                 |
|        | جميعي محمد             | الدائرة الانتخابية 12 تبسة      |                                                 |
|        | مصطفاوي إيمان          | الدائرة الانتخابية 12 تبسة      |                                                 |
|        | بن يمينة صورية نهال    | الدائرة الانتخابية 13 تلمسان    |                                                 |
|        | بوناقة كمال            | الدائرة الانتخابية 13 تلمسان    |                                                 |
|        | تربش عبد الرزاق        | الدائرة الانتخابية 13 تلمسان    |                                                 |
|        | دنوني عبد المجيد       | الدائرة الانتخابية 13 تلمسان    |                                                 |
|        | شايف عكاشة             | الدائرة الانتخابية 13 تلمسان    |                                                 |
|        | بورياح خالد            | الدائرة الانتخابية 14 تيارت     |                                                 |
|        | بوشيخي عبد القادر      | الدائرة الانتخابية 14 تيارت     |                                                 |
|        | حجار طاهر              | الدائرة الانتخابية 14 تيارت     | وزير سابق للتعليم العالي والبحث العلمي          |
|        | صادق نصيرة             | الدائرة الانتخابية 14 تيارت     |                                                 |
|        | مازوز محمد             | الدائرة الانتخابية 14 تيارت     |                                                 |
|        | محدان عبد القادر       | الدائرة الانتخابية 14 تيارت     |                                                 |
|        | أنتيتان جزيرة          | الدائرة الانتخابية 15 تيزي وزو  |                                                 |
|        | لخضاري سعيد            | الدائرة الانتخابية 15 تيزي وزو  |                                                 |
|        | إلياس سعدي             |                                 |                                                 |
|        | بوعلاق مصطفى           |                                 |                                                 |
|        | بومهدي فتيحة           |                                 |                                                 |
|        | حريتي سعيدة            |                                 |                                                 |
|        | حليس مراد              |                                 |                                                 |
|        | خاوة طاهر              |                                 | عين وزير العلاقات مع البرلمان (وزيرسابق)        |
|        | دروة أمال              |                                 |                                                 |
|        | زغدار أحمد             |                                 |                                                 |
|        | شرابي نادية            |                                 |                                                 |
|        | صديقي عبد الحميد       |                                 |                                                 |
|        | فروخي سيد أحمد         |                                 | وزير سابق                                       |
|        | ماضي جمال              |                                 |                                                 |
|        |                        |                                 |                                                 |
|        |                        |                                 |                                                 |
|        |                        |                                 |                                                 |
|        |                        |                                 |                                                 |
|        |                        |                                 |                                                 |
|        |                        |                                 |                                                 |
|        |                        |                                 |                                                 |
|        |                        |                                 |                                                 |
|        |                        |                                 |                                                 |
|        |                        |                                 |                                                 |
|        |                        |                                 |                                                 |
|        |                        |                                 |                                                 |
|        |                        |                                 |                                                 |
|        |                        |                                 |                                                 |

## التجمع الوطني الديمقراطي
أعضاء التجمع الوطني الديمقراطي (RND) في المجلس الشعبي الوطني للعهدة الثامنة البالغ عددهم (102) أعضاء موزعين على حسب الدائرة الانتخابية.
| الصورة | الاسم الكامل | الدائرة الانتخابية | ملاحظات |
| ------ | ------------ | ------------------ | ------- |
|        |              |                    |         |
|        |              |                    |         |
|        |              |                    |         |
|        |              |                    |         |
|        |              |                    |         |
|        |              |                    |         |
|        |              |                    |         |
|        |              |                    |         |
|        |              |                    |         |
|        |              |                    |         |
|        |              |                    |         |
|        |              |                    |         |
|        |              |                    |         |
|        |              |                    |         |
|        |              |                    |         |
|        |              |                    |         |
|        |              |                    |         |
|        |              |                    |         |
|        |              |                    |         |
|        |              |                    |         |
|        |              |                    |         |
|        |              |                    |         |
|        |              |                    |         |

## تحالف حركة مجتمع السلم - جبهة التغيير
أعضاء تحالف حركة مجتمع السلم - جبهة التغيير (FC - MSP) في المجلس الشعبي الوطني للعهدة الثامنة البالغ عددهم (34) أعضاء موزعين على حسب الدائرة الانتخابية.
| الصورة | الاسم الكامل       | الدائرة الانتخابية | ملاحظات |
| ------ | ------------------ | ------------------ | ------- |
|        | بن زينة زواوي      | عين تيموشنت        |         |
|        | زروقي بلقاسم       | ورقلة              |         |
|        | زوار سعيد          | بومرداس            |         |
|        | سعيدي فاطمة        | الشلف              |         |
|        | بوحرود لخضر        | سطيف               |         |
|        | برشيد يوسف         | بشار               |         |
|        | صادوق أحمد         | الشلف              |         |
|        | حمدادوش ناصر       | جيجل               |         |
|        | سنوسي محمد مولود   | تندوف              |         |
|        | منور الشيخ         | البيض              |         |
|        | معنصر محمد السعيد  | أم البواقي         |         |
|        | مسعوداني مريم      | المدية             |         |
|        | نابي هبري          | تلمسان             |         |
|        | ميمون إسماعيل      | المسيلة            |         |
|        | موسي عمار          | بسكرة              |         |
|        | بنين يحي           | الوادي             |         |
|        | خليفي عبد النور    | البليدة            |         |
|        | نيني محمد          | سكيكدة             |         |
|        | مالك لويزة         | الجزائر            |         |
|        | بوشامة أحمد        | غليزان             |         |
|        | مناصرة عبد المجيد  | الجزائر            |         |
|        | غمرة فريدة         | سطيف               |         |
|        | قاشي صليحة         | الوادي             |         |
|        | كبيريتة محمد       | المدية             |         |
|        | شريفي أحمد         | الجزائر            |         |
|        | عجيسة يوسف         | قسنطينة            |         |
|        | عطية محمد العيد    | تبسة               |         |
|        | دايرة عبد الوهاب   | عنابة              |         |
|        | حميدي ميلود        | النعامة            |         |
|        | شتوح نوة           | المسيلة            |         |
|        | بيدي عبد القادر    | معسكر              |         |
|        | براهيمي لخضر       | الجلفة             |         |
|        | زنتوت مهدي         | ميلة               |         |
|        | حمايدي زرقي جيلالي | تيبازة             |         |

## تجمع أمل الجزائر
أعضاء تجمع أمل الجزائر (TAJ) في المجلس الشعبي الوطني للعهدة الثامنة البالغ عددهم (21) أعضاء موزعين على حسب الدائرة الانتخابية.
| الصورة | الاسم الكامل        | الدائرة الانتخابية | ملاحظات                |
| ------ | ------------------- | ------------------ | ---------------------- |
|        | بن عبد الرحمان مهدي | اليزي              |                        |
|        | بلوافي أحمد         | تمنراست            |                        |
|        | زواني بن يوسف       | عين تيموشنت        |                        |
|        | ويشر عبد الغني      | الجزائر            |                        |
|        | نواسة مصطفى         | الجزائر            |                        |
|        | نادري لخضر          | المدية             |                        |
|        | بورغدة وافية        | سطيف               |                        |
|        | بوثلجة محمد         | مستغانم            |                        |
|        | بلخير كمال          | سكيكدة             |                        |
|        | فقية عكاشة          | تلمسان             |                        |
|        | كايلي نجاة          | تيارت              |                        |
|        | بوعلي مصطفى         | تيارت              |                        |
|        | شرايطية أيوب        | سطيف               |                        |
|        | عدمان كريمة         | الجزائر            |                        |
|        | كريم محمد           | بشار               |                        |
|        | دلالي الحسين        | أدرار              |                        |
|        | شاوي طاهر           | الجلفة             |                        |
|        | توتة عائشة          | الجلفة             |                        |
|        | بلوافي أحمد         | تمنراست            | توفي في 07 سبتمبر 2019 |
|        | بوسلبة صالح         | قالمة              |                        |
|        | أوفقير أمحمد        | عين الدفلى         |                        |

## حزب العمال
أعضاء حزب العمال (PT) في المجلس الشعبي الوطني للعهدة الثامنة البالغ عددهم (16) أعضاء موزعين على حسب الدائرة الانتخابية.
| الصورة | الاسم الكامل    | الدائرة الانتخابية | ملاحظات                                        |
| ------ | --------------- | ------------------ | ---------------------------------------------- |
|        | يفصح نادية      | تيزي وزو           | نائب مستقيل                                    |
|        | تعزيبت رمضان    | الجزائر            | نائب مستقيل                                    |
|        | بودين خديجة     | الجزائر            | نائب مستقيل                                    |
|        | شويتم نادية     | الجزائر            | نائب مستقيل                                    |
|        | كوشي فتحي       | تيبازة             |                                                |
|        | بوزيان توفيق    | الجزائر            | نائب مستقيل                                    |
|        | جودي جلول       | الجزائر            | نائب مستقيل                                    |
|        | حنون لويزة      | الجزائر            | رئيس الحزب، نائب مستقيل                        |
|        | شلغوم هشام      | قسنطينة            |                                                |
|        | حسيبة قرنان     | الجزائر            | نائب مستخلف للنائب رمضان تعزيبت 29 أبريل 2019. |
|        | ناصري منير      | سكيكدة             |                                                |
|        | بن دوخة بن عمر  | معسكر              |                                                |
|        | عادل محمودي     | الجزائر            | نائب مستخلف للنائب رمضان تعزيبت 29 أبريل 2019  |
|        | نجيب درويش      | الجزائر            | نائب مستخلف للنائب جلول جودي 29 أبريل 2019.    |
|        | كنزة سكري       | الجزائر            | نائب مستخلف للنائب نادية شويتم 29 أبريل 2019.  |
|        | قمادي محمد کمال | الجزائر            |                                                |

## الاتحاد من أجل النهضة والعدالة والبناء
أعضاء الاتحاد من أجل النهضة والعدالة والبناء (*** - MRI - AED) في المجلس الشعبي الوطني للعهدة الثامنة البالغ عددهم (15) المكون من: جبهة العدالة والتنمية وحركة البناء الوطني وحركة النهضة الإسلامية أعضاء موزعين على حسب الدائرة الانتخابية.
| الصورة | الاسم الكامل      | الدائرة الانتخابية | ملاحظات                                      |
| ------ | ----------------- | ------------------ | -------------------------------------------- |
|        | شنين سليمان       | الجزائر            | رئيس المجلس الشعبي الوطني بتاريخ 2019/07/10. |
|        | بن خلاف لخضر      | قسنطينة            |                                              |
|        | بادي أحمد         | سطيف               |                                              |
|        | ولهاصي لخضر       | الطارف             |                                              |
|        | ورزديني زوليخة    | الجزائر            |                                              |
|        | خمري بلدية        | الجزائر            |                                              |
|        | عيساوي علي        | البيض              |                                              |
|        | فرارمة شفيقة      | سطيف               |                                              |
|        | بوشمال فطيمة      | قسنطينة            |                                              |
|        | عريبي أحسن        | الجزائر            |                                              |
|        | عقون ميلود        | تيارت              |                                              |
|        | عمراوي مسعود      | بسكرة              |                                              |
|        | زويتن صالح        | سكيكدة             |                                              |
|        | تواقين عبد الحميد | تندوف              |                                              |
|        | تمرابط ناجي       | أم البواقي         |                                              |

## القوى الاشتراكية
أعضاء القوى الاشتراكية (FFS) في المجلس الشعبي الوطني للعهدة الثامنة البالغ عددهم (15) أعضاء موزعين على حسب الدائرة الانتخابية.
| الصورة | الاسم الكامل    | الدائرة الانتخابية | ملاحظات                                        |
| ------ | --------------- | ------------------ | ---------------------------------------------- |
|        | بلقسام سليمة    | الجزائر            |                                                |
|        | منصوري أحسن     | تيزي وزو           |                                                |
|        | سليماني صادق    | عنابة              |                                                |
|        | كلاليش محمد     | تيزي وزو           |                                                |
|        | بوعيش شافع      | بجاية              |                                                |
|        | نبو محمد        | الجزائر            |                                                |
|        | بلول جمال       | البويرة            |                                                |
|        | شباطي رشيد      | بجاية              |                                                |
|        | عبدون نصير      | بجاية              |                                                |
|        | اوصالح نادية    | بجاية              |                                                |
|        | بلول كريم       | الجزائر            |                                                |
|        | بلول عبد العزيز | تيزي وزو           |                                                |
|        | بوعلام شماعلة   | بومرداس            | .ائب مستخلف للنائب رمضان تعزيبت 29 أبريل 2019. |
|        | أعمر وعلي جميلة | تيزي وزو           |                                                |
|        | العسكري علي     | بومرداس            | نائب مستقيل 2019/03/17.                        |

## جبهة المستقبل
أعضاء جبهة المستقبل (FM) في المجلس الشعبي الوطني للعهدة الثامنة البالغ عددهم (15) أعضاء موزعين على حسب الدائرة الانتخابية.
| الصورة | الاسم الكامل       | الدائرة الانتخابية     | ملاحظات                                      |
| ------ | ------------------ | ---------------------- | -------------------------------------------- |
|        | بلغوثي حاج         | غليزان                 |                                              |
|        | زيدان حليمة        | الشلف                  |                                              |
|        | بكوش يوسف          | الشلف                  |                                              |
|        | مقران محمد         | عين الدفلى             |                                              |
|        | حماني همة          | اليزي                  |                                              |
|        | بن سليمان خليفة    | الأغواط                |                                              |
|        | عوينات نصر الدين   | تيارت                  |                                              |
|        | قوادرية سماعيل     | سوق أهراس              |                                              |
|        | تزرارت خالد        | بجاية                  | نائب مستقيل 03 مارس 2019                     |
|        | شعابنة سمير        | المنطقة 2 - جنوب فرنسا |                                              |
|        | ضامن حسين          | برج بوعريريج           |                                              |
|        | عزوار بسمة         | باتنة                  |                                              |
|        | كريم بوراي         | بجاية                  | نائب مستخلف للنائب تزرارت خالد 29 أبريل 2019 |
|        | بن عمار عبد الكريم | باتنة                  |                                              |
|        | ديديش زين العابدين | بسكرة                  |                                              |

## الحركة الشعبية الجزائرية
أعضاء الحركة الشعبية الجزائرية (MPA) في المجلس الشعبي الوطني للعهدة الثامنة البالغ عددهم (13) أعضاء موزعين على حسب الدائرة الانتخابية.
| الصورة | الاسم الكامل        | الدائرة الانتخابية | ملاحظات |
| ------ | ------------------- | ------------------ | ------- |
|        | سي حمدي خثير        | معسكر              |         |
|        | بوزيان عبد العزيز   | خنشلة              |         |
|        | برمضان نزيه         | قالمة              |         |
|        | بيازة نبيلة         | عنابة              |         |
|        | بلعياط حسناوي       | سطيف               |         |
|        | مرزوق خيرة          | معسكر              |         |
|        | عبد الصدوق سيد أحمد | غليزان             |         |
|        | عزايز محمد          | الشلف              |         |
|        | قرماط أمحمد لكحل    | مستغانم            |         |
|        | الهمال البكاي       | تمنراست            |         |
|        | رقاس جمعة           | بومرداس            |         |
|        | عالم فضيلة          | سطيف               |         |
|        | بربارة الحاج شيخ    | تيسمسيلت           |         |

## التجمع من أجل الثقافة والديمقراطية
أعضاء التجمع من أجل الثقافة والديمقراطية (RCD) في المجلس الشعبي الوطني للعهدة الثامنة البالغ عددهم (09) أعضاء موزعين على حسب الدائرة الانتخابية.
| الصورة | الاسم الكامل  | الدائرة الانتخابية | ملاحظات    |
| ------ | ------------- | ------------------ | ---------- |
|        | وعلي نورة     | بجاية              |            |
|        | حمدوس محند    | تيزي وزو           |            |
|        | بلعباس محسن   | الجزائر            | رئيس الحزب |
|        | سعودي واعمر   | الجزائر            |            |
|        | عيسوان ياسين  | تيزي وزو           |            |
|        | معزوز عثمان   | بجاية              |            |
|        | أيت سعيد حميد | تيزي وزو           |            |
|        | حاج أعرب ليلى | تيزي وزو           |            |
|        | سدات فطة      | الجزائر            |            |

## التحالف الوطني الجمهوري
أعضاء التحالف الوطني الجمهوري في المجلس الشعبي الوطني للعهدة الثامنة البالغ عددهم (06) أعضاء موزعين على حسب الدائرة الانتخابية.
| الصورة | الاسم الكامل     | الدائرة الانتخابية   | ملاحظات    |
| ------ | ---------------- | -------------------- | ---------- |
|        | بلمداح نور الدين | أمريكا و باقي العالم |            |
|        | بن شوش حياة      | سطيف                 |            |
|        | أبعزيز امحمد     | بومرداس              |            |
|        | بن جدو نسيمة     | قسنطينة              |            |
|        | سي ناصر فريدة    | البويرة              |            |
|        | ساحلي بلقاسم     | سطيف                 | رئيس الحزب |

## مترشحون أحرار
أعضاء المجلس الشعبي الوطني الأحرار للعهدة الثامنة البالغ عددهم (31) عضو موزعين على حسب الدائرة الانتخابية.
| الصورة | الاسم الكامل               | الدائرة الانتخابية | ملاحظات                                     |
| ------ | -------------------------- | ------------------ | ------------------------------------------- |
|        | الواعر شعبان               | أم البواقي         |                                             |
|        | ابي إسماعيل محمد           | غرداية             |                                             |
|        | أيت حمودة عمران            | تيزي وزو           |                                             |
|        | بن قدور هاجر               | عين الدفلى         |                                             |
|        | بن بلقاسم بلقاسم           | تيزي وزو           |                                             |
|        | براهمية يوسف               | قالمة              |                                             |
|        | بورواق عبد الحميد          | ميلة               |                                             |
|        | بورقبة محمد                | خنشلة              |                                             |
|        | بن ناجي براهم              | بجاية              |                                             |
|        | حماوي عز الدين المدعو قادة | برج بوعريريج       |                                             |
|        | حبيبي توهامي               | البيض              |                                             |
|        | جبايلية يوسف               | أم البواقي         |                                             |
|        | دليلي ميلود                | ورقلة              |                                             |
|        | خياط عبد الله              | غرداية             |                                             |
|        | خويل فتحي                  | الجلفة             | عين وزير العلاقات مع البرلمان حكومة بدوي    |
|        | شائش محمد                  | غرداية             |                                             |
|        | ساعو إبراهيم               | بسكرة              |                                             |
|        | زدام حسينة                 | برج بوعريريج       |                                             |
|        | عبد اللاوي مروان           | الجلفة             | نائب مستخلف للنائب خويل فتحي 29 أبريل 2019. |
|        | عبازة يحي                  | غرداية             |                                             |
|        | صليعة أحمد                 | الأغواط            |                                             |
|        | عصماني لمين                | البليدة            |                                             |
|        | عجايلية بدر الدين          | سوق أهراس          |                                             |
|        | عبد الهادي محمد            | سعيدة              |                                             |
|        | كريبع العيد                | برج بوعريريج       |                                             |
|        | قوادري قادة                | سعيدة              |                                             |
|        | فرخي بدرة                  | جيجل               |                                             |
|        | نقاز جديد                  | النعامة            |                                             |
|        | مليح عبد الكريم            | خنشلة              |                                             |
|        | لعطراوي بلقاسم             | عين الدفلى         |                                             |
|        | هلالي محمد                 | المسيلة            |                                             |

## حركة الوفاق الوطني
أعضاء حركة الوفاق الوطني (***) في المجلس الشعبي الوطني للعهدة الثامنة البالغ عددهم (04) أعضاء موزعين على حسب الدائرة الانتخابية.
| الصورة | الاسم الكامل        | الدائرة الانتخابية | ملاحظات |
| ------ | ------------------- | ------------------ | ------- |
|        | حاج موسى الطيب      | البويرة            |         |
|        | بن طبولة عبد الحكيم | عنابة              |         |
|        | بن عولة هواري       | غليزان             |         |
|        | خلفاوي عمار         | قسنطينة            |         |

## حزب الكرامة
أعضاء حزب الكرامة (Karama) في المجلس الشعبي الوطني للعهدة الثامنة البالغ عددهم (03) أعضاء موزعين على حسب الدائرة الانتخابية.
| الصورة | الاسم الكامل      | الدائرة الانتخابية | ملاحظات |
| ------ | ----------------- | ------------------ | ------- |
|        | عقبة كنتة امحمد   | أدرار              |         |
|        | كريد الحاج لعروسي | بسكرة              |         |
|        | بلمختار رابح      | تلمسان             |         |

## حزب الحرية والعدالة
أعضاء حزب الحرية والعدالة (PLJ) في المجلس الشعبي الوطني للعهدة الثامنة البالغ عددهم (02) أعضاء موزعين على حسب الدائرة الانتخابية.
| الصورة | الاسم الكامل | الدائرة الانتخابية | ملاحظات |
| ------ | ------------ | ------------------ | ------- |
|        | براجي الوردي | تبسة               |         |
|        | مساعدي جمال  | قسنطينة            |         |

## حزب الشباب
أعضاء حزب الشباب (PJ) في المجلس الشعبي الوطني للعهدة الثامنة البالغ عددهم (02) أعضاء موزعين على حسب الدائرة الانتخابية.
| الصورة | الاسم الكامل       | الدائرة الانتخابية | ملاحظات |
| ------ | ------------------ | ------------------ | ------- |
|        | بولفراخ فاتح       | ميلة               |         |
|        | طالب عبد الله أحمد | تمنراست            |         |

## حزب عهد 54
أعضاء حزب عهد 54 (Ahd 54) في المجلس الشعبي الوطني للعهدة الثامنة البالغ عددهم (02) أعضاء موزعين على حسب الدائرة الانتخابية.
| الصورة | الاسم الكامل     | الدائرة الانتخابية | ملاحظات |
| ------ | ---------------- | ------------------ | ------- |
|        | مغواش عبد الرزاق | ميلة               |         |
|        | زيبوش سمير       | تيبازة             |         |

## حزب التجمع الوطني الجمهوري
أعضاء حزب التجمع الوطني الجمهوري (***) في المجلس الشعبي الوطني للعهدة الثامنة البالغ عددهم (02) أعضاء موزعين على حسب الدائرة الانتخابية.
| الصورة | الاسم الكامل   | الدائرة الانتخابية | ملاحظات |
| ------ | -------------- | ------------------ | ------- |
|        | إخلف زينة      | بجاية              |         |
|        | بن براهيم طاهر | الجلفة             |         |

## حركة الانفتاح
أعضاء حركة الانفتاح (***) في المجلس الشعبي الوطني للعهدة الثامنة البالغ عددهم (01) أعضاء موزعين على حسب الدائرة الانتخابية.
| الصورة | الاسم الكامل    | الدائرة الانتخابية | ملاحظات |
| ------ | --------------- | ------------------ | ------- |
|        | تزير عبد الجبار | بشار               |         |

## جبهة النضال الوطني
أعضاء جبهة النضال الوطني (FMN) في المجلس الشعبي الوطني للعهدة الثامنة البالغ عددهم (02) أعضاء موزعين على حسب الدائرة الانتخابية.
| الصورة | الاسم الكامل | الدائرة الانتخابية | ملاحظات |
| ------ | ------------ | ------------------ | ------- |
|        | جدو رابح     | المدية             |         |
|        | بلعباسي حسين | برج بوعريريج       |         |

## الجبهة الديمقراطية الحرة
أعضاء الجبهة الديمقراطية الحرة (***) في المجلس الشعبي الوطني للعهدة الثامنة البالغ عددهم (02) أعضاء موزعين على حسب الدائرة الانتخابية.
| الصورة | الاسم الكامل      | الدائرة الانتخابية | ملاحظات |
| ------ | ----------------- | ------------------ | ------- |
|        | طهراوي دومة فوزية | الشلف              |         |
|        | زيدان أحمد        | الشلف              |         |

## الحزب الوطني للتضامن والتنمية
أعضاء حزب الوطني للتضامن والتنمية (***) في المجلس الشعبي الوطني للعهدة الثامنة البالغ عددهم (02) أعضاء موزعين على حسب الدائرة الانتخابية.
| الصورة | الاسم الكامل    | الدائرة الانتخابية | ملاحظات |
| ------ | --------------- | ------------------ | ------- |
|        | بخوش الصديق     | تبسة               |         |
|        | جزار عبد الحميد | ورقلة              |         |

## الجبهة الوطنية الجزائرية
أعضاء الجبهة الوطنية الجزائرية (FNA) في المجلس الشعبي الوطني للعهدة الثامنة البالغ عددهم (01) أعضاء موزعين على حسب الدائرة الانتخابية.
| الصورة | الاسم الكامل | الدائرة الانتخابية | ملاحظات |
| ------ | ------------ | ------------------ | ------- |
|        | عليوة علال   | البليدة            |         |

## حزب الفجر الجديد
أعضاء حزب الفجر الجديد (PFJ) في المجلس الشعبي الوطني للعهدة الثامنة البالغ عددهم (01) أعضاء موزعين على حسب الدائرة الانتخابية.
| الصورة | الاسم الكامل | الدائرة الانتخابية | ملاحظات |
| ------ | ------------ | ------------------ | ------- |
|        | مسعودي محمد  | ورقلة              |         |

## حركة الإصلاح الوطني
أعضاء حركة الإصلاح الوطني (MRN) في المجلس الشعبي الوطني للعهدة الثامنة البالغ عددهم (01) أعضاء موزعين على حسب الدائرة الانتخابية.
| الصورة | الاسم الكامل | الدائرة الانتخابية | ملاحظات |
| ------ | ------------ | ------------------ | ------- |
|        | عيدوسي بشير  | قسنطينة            |         |

## تحالف تكتل الفتح
أعضاء تحالف تكتل الفتح (***) في المجلس الشعبي الوطني للعهدة الثامنة البالغ عددهم (01) أعضاء موزعين على حسب الدائرة الانتخابية.
| الصورة | الاسم الكامل | الدائرة الانتخابية | ملاحظات |
| ------ | ------------ | ------------------ | ------- |
|        | عون فتحي     | الوادي             |         |

## الجبهة الوطنية للعدالة الاجتماعية
أعضاء الجبهة الوطنية للعدالة الاجتماعية (FNJS) في المجلس الشعبي الوطني للعهدة الثامنة البالغ عددهم (01) أعضاء موزعين على حسب الدائرة الانتخابية.
| الصورة | الاسم الكامل     | الدائرة الانتخابية | ملاحظات |
| ------ | ---------------- | ------------------ | ------- |
|        | مذكور عبد القادر | سعيدة              |         |

## جبهة الجزائر الجديدة
أعضاء جبهة الجزائر الجديدة (FAN) في المجلس الشعبي الوطني للعهدة الثامنة البالغ عددهم (01) أعضاء موزعين على حسب الدائرة الانتخابية.
| الصورة | الاسم الكامل | الدائرة الانتخابية | ملاحظات |
| ------ | ------------ | ------------------ | ------- |
|        | دقموسي دقموس | الأغواط            |         |

## اتحاد القوى الديمقراطية والاجتماعية
أعضاء اتحاد القوى الديمقراطية والاجتماعية (Ittihad) في المجلس الشعبي الوطني للعهدة الثامنة البالغ عددهم (02) أعضاء موزعين على حسب الدائرة الانتخابية.
| الصورة | الاسم الكامل      | الدائرة الانتخابية | ملاحظات                |
| ------ | ----------------- | ------------------ | ---------------------- |
|        | شلوق عمار         | جيجل               |                        |
|        | بريغن أحمد الشريف | جيجل               | توفي في 27 أكتوبر 2018 |

## الجبهة الوطنية للحريات
أعضاء الجبهة الوطنية للحريات (FNL) في المجلس الشعبي الوطني للعهدة الثامنة البالغ عددهم (01) أعضاء موزعين على حسب الدائرة الانتخابية.
| الصورة | الاسم الكامل  | الدائرة الانتخابية | ملاحظات |
| ------ | ------------- | ------------------ | ------- |
|        | بن كلالة حسين | اليزي              |         |

## حزب التجديد الجزائري
أعضاء حزب التجديد الجزائري (***) في المجلس الشعبي الوطني للعهدة الثامنة البالغ عددهم (01) أعضاء موزعين على حسب الدائرة الانتخابية.
| الصورة | الاسم الكامل     | الدائرة الانتخابية | ملاحظات |
| ------ | ---------------- | ------------------ | ------- |
|        | مويسى عبد الباسط | تندوف              |         |

## الاتحاد للتجمع الوطني
أعضاء الاتحاد للتجمع الوطني (***) في المجلس الشعبي الوطني للعهدة الثامنة البالغ عددهم (01) أعضاء موزعين على حسب الدائرة الانتخابية.
| الصورة | الاسم الكامل    | الدائرة الانتخابية | ملاحظات |
| ------ | --------------- | ------------------ | ------- |
|        | احميدي محمد علي | المسيلة            |         |

## الاتحاد الوطني من أجل التنمية
أعضاء الاتحاد الوطني من أجل التنمية (***) في المجلس الشعبي الوطني للعهدة الثامنة البالغ عددهم (01) أعضاء موزعين على حسب الدائرة الانتخابية.
| الصورة | الاسم الكامل  | الدائرة الانتخابية | ملاحظات |
| ------ | ------------- | ------------------ | ------- |
|        | بلعيد سيد علي | بومرداس            |         |

## الحركة الوطنية للعمال الجزائريين
أعضاء الحركة الوطنية للعمال الجزائريين (***) في المجلس الشعبي الوطني للعهدة الثامنة البالغ عددهم (01) أعضاء موزعين على حسب الدائرة الانتخابية.
| الصورة | الاسم الكامل   | الدائرة الانتخابية | ملاحظات |
| ------ | -------------- | ------------------ | ------- |
|        | حمايزية الصديق | قسنطينة            |         |

## حركة المواطنين الأحرار
أعضاء حركة المواطنين الأحرار (MCL) في المجلس الشعبي الوطني للعهدة الثامنة البالغ عددهم (01) أعضاء موزعين على حسب الدائرة الانتخابية.
| الصورة | الاسم الكامل      | الدائرة الانتخابية | ملاحظات |
| ------ | ----------------- | ------------------ | ------- |
|        | بورواق عبد الحميد | ميلة               |         |

## حزب العدل والبيان
أعضاء حزب العدل والبيان (PEP) في المجلس الشعبي الوطني للعهدة الثامنة البالغ عددهم (01) أعضاء موزعين على حسب الدائرة الانتخابية.
| الصورة | الاسم الكامل | الدائرة الانتخابية | ملاحظات  |
| ------ | ------------ | ------------------ | -------- |
|        | لغليمي نعيمة | بومرداس            | رئيس حزب |